# Nuarchus halius
Nuarchus halius är en nässeldjursart som beskrevs av Bigelow 1912. Nuarchus halius ingår i släktet Nuarchus och familjen Olindiasidae. Inga underarter finns listade i Catalogue of Life.